# Desnudo (película de 2017)
Naked (titulada Desnudo en España e Hispanoamérica) es una película de comedia estadounidense dirigida por Michael Tiddes y protagonizada por Marlon Wayans, Regina Hall y Dennis Haysbert. Está basada en la película sueca Naken, y fue estrenada en agosto de 2017 en la plataforma Netflix.

## Sinopsis
Rob Anderson (Marlon Wayans) es un joven que está comprometido con Megan (Regina Hall). El día de su boda, Rob se despierta en un ascensor de hotel totalmente desnudo. A falta de una hora para el casamiento, al sonar las campanas de la iglesia, el tiempo vuelve atrás, y el joven vuelve a aparecer desnudo en el ascensor, atrapado en un bucle temporal.

## Argumento
Al maestro suplente Rob Anderson se le ofrece un trabajo de enseñanza de tiempo completo, pero se muestra reacio a comprometerse. Él y su prometida, la médica Megan Swope, vuelan a Charleston, Carolina del Sur para su boda al día siguiente. El padre desaprobador de Megan, el empresario Reginald, ha invitado al exitoso exnovio de Megan, Cody. Rob sale con su padrino, Benny, solo para despertarse el día de su boda, desnudo en un ascensor en un hotel lejos de la iglesia Se tapo sus genitales para que no lo vieran, Lo arrestan por exhibicionismo, pero cuando suenan las campanas de la iglesia, lo llevan al ascensor una hora antes; Rob se da cuenta de que está atrapado en un bucle de tiempo, reviviendo esta hora. Desesperado, Rob se adapta gradualmente a su situación. Cuando se entera de que nunca se ha cancelado ninguna boda en esa iglesia, concluye que Dios ha intervenido. Rob desarrolla múltiples formas de obtener ropa y viajar a la iglesia; se gana la confianza de un dúo de policías, una banda de motociclistas y el cantante Brian McKnight; se entera de que Cody está planeando una  Adquisición hostil de la empresa de Reginald; y tiene conversaciones significativas con su madre, Megan y Reginald. Finalmente descubre que la celosa dama de honor de Megan, Vicky, lo secuestró y lo metió en el ascensor después de contratar a una prostituta para seducirlo (lo que resultó contraproducente, ya que en realidad ayudó a Rob con sus votos). En la iteración final del ciclo, Rob recluta a la policía para que corran por la ciudad, invita a Callie (la prostituta que Vicky contrató para seducirlo) a la boda y lleva su traje a la Iglesia. Expone a Cody y Vicky, gana la aprobación de Reginald y se casa con Megan. Él ha aceptado el trabajo de profesor y quiere tener una vida estable y con los pies en la tierra con ella.

## Reparto
Reparto principal de la película:
- Marlon Wayans como Rob Anderson.
- Regina Hall como Megan Swope.
- Dennis Haysbert como Reginald Swope.
- J.T. Jackson como Benny.
- Scott Foley como Cody Favors.
- Eliza Coupe como Vicky.
- Brian McKnight como él mismo.
- Loretta Devine como Carol Anderson.
- Minka Kelly como Callie
- Rick Fitts como Padre Butterfield
- Dave Sheridan como Oficial Bentley
- Neil Brown Jr. como Oficial McBride
- Matthew Cornwell como Devin, recepcionista del Hotel Mills House
- Cory Hardrict como Drill
- Jason Davis como Director Mellon
- Melisa Collazo como Alumna de Rob

## Recepción
La película obtuvo mayoritariamente críticas medias. En IMDb obtuvo una calificación de 5,3/10, basada en casi diez mil comentarios, mientras que en Rotten Tomatoes obtuvo 2.7/5 en más de 400 reseñas.